# ファーブルの森
ファーブルの森（ファーブルのもり）は、北海道栗山町の御大師山の一部に整備された森。国蝶オオムラサキの観察飼育施設「ファーブルの森観察飼育舎」や昆虫池、観察路などがあり、ビオトープとしても整備されている。
「ファーブルの森観察飼育舎」は「ふれあい交流館」があった場所に移転・統合し、2018年7月に「ふるさと いきものの里 オオムラサキ館」としてリニューアルオープンした。

## 概要
御大師山の自然をできる限り尊重し、自然を学び、自然に親しみ、自然を守る整備を行った森で一般の都市公園に見られるような施設整備やデザインを重視したものではなく、どちらかと言えば、やぼったく地味な場所である。言い替えれば、最近流行のビオトープの創造やエコアップ手法を導入したエコロジーパークと言える。
栗山町御大師山は、国蝶オオムラサキの生息地として知られ、北海道の中でも身近な自然を観察するのに適した場所の一つで、森の基本構想から設計監理まで、キタバ・ランドスケープが関わる 。
多様な環境づくりや自然環境の復元は、人間が行うものではなく、自然が自ら時の経過と共に移り変わっていくなかで成し得るものである。自然が回復できる素地を残しながら、自然を深く理解することのできる場所を提供することが大切だと考え下記に留意し、ファーブルの森は今も自然の偉大な力によって修復され続けている

。
- オオムラサキの「観察飼育舎」と「観察原っぱ」。円形の原っぱ内は当初埋土種子による草地生態を観察する目的でつくられた。全体構想および設計はキタバ・ランドスケープ・プランニング、建築設計はアトリエ·ブンクが担当している
- 「観察原っぱ」はその後地元の自然観察グループらによって、蝶が吸蜜する野草等が植え込まれた
- 畑地跡に植え込んだ自生種の苗木によってつくられた「ふるさとの森」ゾーン。徐々に背景の樹林と同化し始めている
- 「昆虫池」には、当初数株の抽水植物が近くの池から移植された
- 翌年には池全体に抽水植物が繁茂し、十数種類のトンボを初めとした昆虫の生息が確認された
- 原っぱの一部は、刈り取りを制限し、野草の侵入状態を観察している
- 礫と砂を混入してつくった「乾燥原っぱ」。右奥は野鳥の食餌木を主体とした「果樹の森ゾーン」
- 「乾燥原っぱ」は周囲と比較して草本の侵入が少ない